# Biên Hòa
Biên Hòa je hlavní město provincie Dong Nai nacházející se v jižním Vietnamu. Leží severovýchodně od Ho Či Minova Města, přičemž je součástí jeho Metropolitní oblasti Ho Či Minova Města. S Ho Či Minovým Městem je propojeno hanojskou dálnicí. V roce 2022 zde žilo 1 272 235 obyvatel a šlo tak o šesté nejlidnatější město v zemi; ještě v roce 1989 přitom populace čítala pouhých 274 tisíc obyvatel. Většina území města se nachází východně od řeky Dong Nai. 